# Incêndio de Richardson
O Incêndio de Richardson (também conhecido como Incêndio de Richardson Backcountry) foi um incêndio florestal ocorrido em 2011 na província canadense de Alberta. Estava localizado ao norte da cidade de Fort McMurray em uma área conhecida como Richardson Backcountry. O incêndio começou em meados de maio de 2011, e queimou mais de 700 000 hectares (1 700 000 acres) de floresta boreal. Ele ameaçou instalações nas areias betuminosas do Athabasca, e resultou em várias evacuações e desligamentos. Esforços de combate ao incêndio incluíram agências de várias províncias do Canadá, bem como equipes internacionais. O Incêndio de Richardson foi o maior incêndio em Alberta desde o Incêndio de Chinchaga de 1950, e o segundo maior incêndio registrado na história da província.